# Монко (Верхняя Гаронна)
Монко́ (фр. Moncaup, окс. Montcauv) — коммуна во Франции, находится в регионе Юг — Пиренеи. Департамент — Верхняя Гаронна. Входит в состав кантона Аспе. Округ коммуны — Сен-Годенс.
Код INSEE коммуны — 31348.

## География

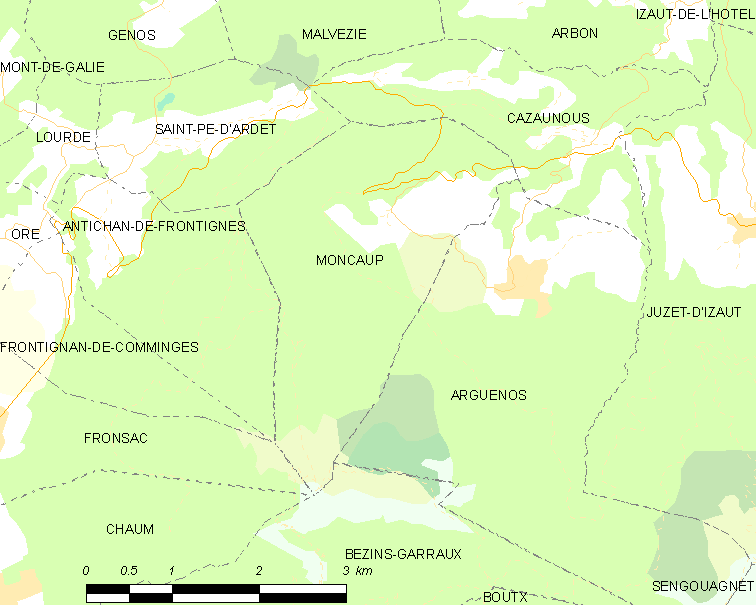
Карта коммуны

Коммуна расположена приблизительно в 670 км к югу от Парижа, в 95 км к юго-западу от Тулузы.
По территории коммуны протекает небольшая река Монко. Большую часть территории коммуны занимают леса.

## Климат
Климат умеренно-океанический. Зима мягкая и снежная, весна характеризуется сильными дождями и грозами, лето сухое и жаркое, осень солнечная. Преобладают сильные юго-восточные и северо-западные ветры.

## Население
Население коммуны на 2010 год составляло 32 человека.
| 1962 | 1968 | 1975 | 1982 | 1990 | 1999 | 2010 |
| ---- | ---- | ---- | ---- | ---- | ---- | ---- |
| 78   | 66   | 39   | 38   | 33   | 26   | 32   |

## Администрация
| Период | Период | Фамилия          | Партия | Примечания |
| ------ | ------ | ---------------- | ------ | ---------- |
| 2001   | 2008   | Жан-Мари Дюлак   |        |            |
| 2008   | 2020   | Жан-Пьер Лакасья |        |            |

## Экономика
В 2010 году среди 12 человек трудоспособного возраста (15—64 лет) 7 были экономически активными, 5 — неактивными (показатель активности — 58,3 %, в 1999 году было 38,5 %). Из 7 активных жителей работали 6 человек (4 мужчины и 2 женщины), безработной была 1 женщина. Среди 5 неактивных 0 человек были учениками или студентами, 4 — пенсионерами, 1 был неактивным по другим причинам.